# Lac Renée
Le lac Renée est un lac situé au centre-nord de la péninsule Loranchet sur la Grande Terre, l'île principale des Kerguelen dans les Terres australes et antarctiques françaises.

## Géographie

### Situation
Le lac Renée est situé au centre-nord de la péninsule Loranchet dans une vallée assez encaissée située entre les monts du Baromètre à l'est et la crêtre entre le mont du Théodolite et Les Ruches à l'ouest. De forme allongée, il s'étend sur environ 1 775 mètres de longueur et 750 mètres de largeur maximales et est situé à environ 20 m d'altitude au centre d'un couloir montagneux qui collecte les eaux de pluie et de fonte des neiges alimentant la rivière du Podomètre qui le traverse avant de se jeter un kilomètre en aval dans l'océan Indien au niveau de l'anse de l'Excursion, une sous-division de la baie de Recques.

### Toponymie
Le lac doit son nom – attribué en 1967 par la commission de toponymie des îles Kerguelen – au prénom de l'épouse de Pierre Bellair, géologue de l'université de Paris, qui a participé à une mission aux Kerguelen en 1965-1966.